# Antonia Navarro Huezo
Antonia Navarro Huezo (San Salvador, 10 de agosto de 1869 – ibíd., 22 de diciembre de 1891) fue una ingeniera topográfica y maestra salvadoreña, considerada como la primera mujer graduada de una universidad en Centroamérica, además de convertirse en la primera mujer en graduarse como ingeniera en toda la región iberoamericana. Antonia Navarro contradijo la universalidad de la luna de la cosecha en su tesis de graduación La luna de las mieses.

## Educación y primeros años
Antonia Navarro nació el 10 de agosto de 1869 en San Salvador, siendo la primera de cuatro hijos que el boticario José Belisario Navarro y Marina Huezo procrearían, los cuales fueron José, Miguel y Cleotilde Belisario.  Su padre fallecería en 1878, haciendo que se empeñara, junto con su hermano José Belisario, en obtener su título de bachillerato en Ciencias y Letras.
Antonia poseía problemas de salud desde muy temprana edad, por lo que presentó una solicitud de excepción educativa al presidente al mando Francisco Menéndez, para que pudiera prepararse académicamente en su casa y solo presentarse para exámenes importantes, aceptando este la solicitud el 11 de junio de 1886.

## Carrera
A comienzos de 1887, Antonia se matriculó en la Facultad de Ingeniería de la Universidad de El Salvador y así cursar el doctorado en ingeniería topográfica, obteniendo excelentes calificaciones en su carrera.
El 19 de julio de 1888 realizó una expedición científica con los bachilleres Francisco Santillana y Eduardo Orellana, para medir variables importantes del volcán de San Salvador como altura sobre el nivel del mar del cráter y su profundidad, utilizando únicamente trigonometría. A finales de 1888, Antonia obtuvo su título de bachillerato en Ingeniería con calificaciones sobresalientes.
El 20 de septiembre de 1889, Antonia defendió públicamente su tesis doctoral con el tema La luna de las mieses en la segunda planta de la universidad, la cual trataba sobre la supuesta universalidad del fenómeno de la luna de la cosecha. Dicha tesis de cinco páginas fue publicada en la revista de la institución La Universidad.
Según Antonia, en todos los libros de texto de la época se mencionaba que la luna sufría una aparente alteración entre los meses de septiembre y octubre, por lo que salía unos minutos más tarde y eso permitía a los agricultores tener más tiempo para recoger las espigas de trigo en los campos, viniendo de ahí el nombre de la tesis. Sin embargo, mediante su investigación se dio cuenta de que el fenómeno no era universal, tal como lo planteaban los textos extranjeros, sino que era necesaria una latitud de 60° para que el fenómeno sea percibido, estando la luna en el ecuador; mientras tanto, en El Salvador la latitud era de 14°, por lo que no era percibido en el país.
El descubrimiento se dio a conocer en toda Europa, Norteamérica y Centroamérica, ya que Antonia, con tan solo 19 años, se oponía a lo que los textos extranjeros afirmaban, convirtiéndose simultáneamente en la primera mujer centroamericana en obtener un título universitario. Después de la defensa de su tesis, se hizo una gran celebración para Antonia, e incluso disfrutó de una presentación de la banda marcial capitalina por órdenes del presidente Francisco Menéndez.
Antonia Navarro Huezo no pudo ejercer su profesión ni tampoco se le permitió ser catedrática de la universidad. Aceptó ser profesora y examinadora del Instituto Normal de Señoritas y del Liceo Salvadoreño.
Antonia murió en la ciudad capital de El Salvador el 22 de diciembre de 1891 a los 22 años por causa de la tuberculosis de le estaba afectando.

## Vida personal
Antonia Navarro Huezo conocería a Juan Alberto Sánchez en 1887, con el cual tuvo un apasionado romance hasta la muerte de Navarro. Alberto Sánchez estudiaba ingeniería topográfica y se graduó de la UES.